# 小行星9397
小行星9397（英語：9397 Lombardi）是一颗围绕太阳公转的小行星。1994年9月6日，Stroncone在斯特龙科内发现了此天体。
这颗小行星的绝对星等为106.1796829118205等。